# Magnesi stearat
Magnesi stearat là hợp chất hóa học có công thức Mg(C
18H
35O
2)
2. Nó là một loại xà phòng, bao gồm muối chứa hai anion stearat (anion của axit stearic) và một cation magiê (Mg 2+). Magnesi stearat là một loại bột trắng, không tan trong nước. Các ứng dụng của nó khai thác sự mềm mại, không hòa tan trong nhiều dung môi và độc tính thấp của chất này. Nó được sử dụng như một tác nhân phát hành và như một thành phần hoặc chất bôi trơn trong sản xuất dược phẩm và mỹ phẩm.

## Điều chế
Magnesi stearat được tạo ra bởi phản ứng của natri stearat với muối magnesi hoặc bằng cách xử lý oxit magnesi bằng axit stearic. Một số chất bổ sung dinh dưỡng xác định rằng stearat natri được sử dụng trong sản xuất magnesi stearat được sản xuất từ axit stearic có nguồn gốc từ thực vật.

## Ứng dụng
Magnesi stearat thường được sử dụng như một chất chống dính  trong sản xuất thuốc viên, viên nang và bột. Về mặt này, chất này là hữu ích vì nó có đặc tính bôi trơn, ngăn chặn các thành phần dính vào thiết bị sản xuất trong quá trình nén bột hóa học vào viên nén rắn; magnesi stearat là chất bôi trơn được sử dụng phổ biến nhất cho máy tính bảng. Tuy nhiên, nó có thể gây ra độ ẩm thấp hơn và sự tan rã của viên thuốc chậm hơn và sự hòa tan thuốc chậm hơn và thậm chí thấp hơn.
Magnesi stearate cũng có thể được sử dụng hiệu quả trong các quy trình sơn khô.
Trong việc tạo ra kẹo ép, magnesi stearate hoạt động như một chất giải phóng và nó được sử dụng để liên kết đường trong kẹo cứng như bạc hà.
Magnesi stearat là một thành phần phổ biến trong các công thức cho trẻ em.